# Olle Hvenmark
Sven-Olof (Olle) Hvenmark, född 11 januari 1914 i Lund, död 8 april 1998 i Nacka församling, var en svensk silversmed och skulptör.
Han var son till tullförvaltaren Olle Hvenmark och Gerda Carlsson samt från 1941 gift med Gudrun Hammarberg. Han studerade skulptur för Ansgar Almquist vid Tekniska skolan i Stockholm 1936–1937 och vid Académie de la Grande Chaumière i Paris 1953. För Sveriges Scoutförbund skapade han bronsplaketten Sankt Georg som överlämnades som gåva till prins Gustaf Adolf. Till hans offentliga arbeten hör ett silverkors för Källa nya kyrkas altare. Hvenmark är representerad vid Kulturen i Lund och Kalmar konstmuseum.